# Liste der Lieder von Meat Loaf
Diese Liste ist eine Übersicht sämtlicher Lieder des US-amerikanischen Rocksängers Meat Loaf.

## A
| Titel                               | Autoren                                                    | Album                                     | Jahr |
| ----------------------------------- | ---------------------------------------------------------- | ----------------------------------------- | ---- |
| A Kiss Is a Terrible Thing to Waste | Andrew Lloyd Webber, Jim Steinman                          | The Very Best of Meat Loaf                | 1998 |
| A Time for Heroes                   | Jon Lyons                                                  | Von der Single A Time for Heroes          | 1987 |
| Alive                               | Desmond Child, James Michael, Holly Knight, Andrea Remanda | Bat Out of Hell III: The Monster Is Loose | 2006 |
| All of Me                           | Dave Berg                                                  | Hell in a Handbasket                      | 2011 |
| All Revved Up with No Place to Go   | Jim Steinman                                               | Bat Out of Hell                           | 1977 |
| Amnesty is Granted                  | Sammy Hagar                                                | Welcome to the Neighbourhood              | 1995 |
| Another Day                         | Wade Bowen, Sean McConnell                                 | Hell in a Handbasket                      | 2011 |

## B
| Titel               | Autoren                               | Album                                             | Jahr |
| ------------------- | ------------------------------------- | ------------------------------------------------- | ---- |
| Back into Hell      | Jim Steinman                          | Bat Out of Hell II: Back Into Hell                | 1993 |
| Bad Attitude        | Paul Jacobs, Sarah Durkee             | Bad Attitude                                      | 1984 |
| Bad for Good        | Jim Steinman                          | Bat Out of Hell III: The Monster Is Loose         | 2006 |
| Bat Out of Hell     | Jim Steinman                          | Bat Out of Hell                                   | 1977 |
| Because of You      | Rick Jude, Steve Balsamo              | Couldn’t Have Said It Better                      | 2003 |
| Black Betty         | Leadbelly                             | B-Seite der Single It’s All Coming Back To Me Now | 2006 |
| Blind as a Bat      | Desmond Child, James Michael          | Bat Out of Hell III: The Monster Is Loose         | 2006 |
| Blind Before I Stop | Paul Christie, John Golden, Meat Loaf | Blind Before I Stop                               | 1986 |
| Blue Sky            | Sean McConnell                        | Hell in a Handbasket                              | 2011 |
| Boneyard            | Tom Hambridge                         | B-Seite der Single Los Angeloser                  | 2010 |
| Burning Down        | Billy Rankin                          | Blind Before I Stop                               | 1986 |

## C
| Titel                                        | Autoren                          | Album                                            | Jahr |
| -------------------------------------------- | -------------------------------- | ------------------------------------------------ | ---- |
| California Dreamin’                          | John Phillips, Michelle Phillips | Hell in a Handbasket                             | 2011 |
| California Isn’t Big Enough (Hey There Girl) | Justin Hawkins, Eric Sean Nally  | Hang Cool Teddy Bear                             | 2010 |
| Cheatin’ In Your Dreams                      | John Parr                        | Bad Attitude                                     | 1984 |
| Clap Your Hands                              | Richard Hartley, Brian Thompson  | B-Seite der Single Nowhere Fast                  | 1984 |
| Come back to Sorrento                        | Ernesto De Curtis                | Pavarotti & Friends – For The Children Of Bosnia | 1996 |
| Come Together                                | John Lennon, Paul McCartney      | B-Seite der Single Not A Dry Eye In The House    | 1995 |
| Couldn’t Have Said It Better                 | James Michael, Nikki Sixx        | Couldn’t Have Said It Better                     | 2003 |
| Cry Over Me                                  | Diane Warren                     | Bat Out of Hell III: The Monster Is Loose        | 2006 |
| Cry to Heaven                                | Jim Steinman                     | Bat Out of Hell III: The Monster Is Loose        | 2006 |

## D
| Titel                          | Autoren                                      | Album                                  | Jahr |
| ------------------------------ | -------------------------------------------- | -------------------------------------- | ---- |
| Dead Ringer For Love           | Jim Steinman                                 | Dead Ringer                            | 1981 |
| Decadent Wish                  | Michael Duff, Shelly Peiken, Jud Friedman    | B-Seite der Single Did I Say That?     | 2003 |
| Did I Say That?                | James Michael                                | Couldn’t Have Said It Better           | 2003 |
| Did You Ever Love Somebody     | Marsha Malamet, Liz Vidal                    | Hang Cool Teddy Bear                   | 2010 |
| Dirty Water                    | ?                                            | iTunes Edition von Braver Than We Are  | 2016 |
| Do It!                         | Billy Rankin                                 | Couldn’t Have Said It Better           | 2003 |
| Don’t Get Me Goin’             | Dave Bassett, Rick Brantley, Tommy Henriksen | B-Seite der Single If I Can't Have You | 2010 |
| Don’t Leave Your Mark on Me    | Julia Downes, John Parr                      | Bad Attitude                           | 1984 |
| Don’t You Look at Me Like That | Marshall James Stiler                        | Midnight at the Lost and Found         | 1983 |

## E
| Titel                                  | Autoren                                   | Album                                     | Jahr |
| -------------------------------------- | ----------------------------------------- | ----------------------------------------- | ---- |
| Eddie’s Teddy                          | Richard O’Brien                           | The Rocky Horror Show: Original Roxy Cast | 1974 |
| Elvis in Vegas                         | Desmond Child, Billy Falcon, Jon Bon Jovi | Hang Cool Teddy Bear                      | 2010 |
| Everything is Permitted                | Jim Steinman                              | Dead Ringer                               | 1981 |
| Everything Louder Than Everything Else | Jim Steinman                              | Bat Out of Hell II: Back Into Hell        | 1993 |
| Everything Under the Sun               | Mike Campbell, Ray Monette                | Stoney & Meatloaf                         | 1971 |
| Execution Day                          | Meat Loaf, Dick Wagner                    | Blind Before I Stop                       | 1986 |

## F
| Titel                        | Autoren                                  | Album                                | Jahr |
| ---------------------------- | ---------------------------------------- | ------------------------------------ | ---- |
| Fall from Grace              | Gregory Becker, Bobby Huff, Bleu McAuley | Hell in a Handbasket                 | 2011 |
| Fallen Angel                 | Dick Wagner                              | Midnight at the Lost and Found       | 1983 |
| Fiesta De Las Almas Perdidas | Jeff Bova                                | Welcome to the Neighbourhood         | 1995 |
| For Crying Out Loud          | Jim Steinman                             | Bat Out of Hell                      | 1977 |
| For What It's Worth          | Stephen Stills                           | Bonus Edition von Braver Than We Are | 2016 |
| Forever Young                | Bob Dylan                                | Couldn’t Have Said It Better         | 2003 |

## G
| Titel                                             | Autoren                    | Album                              | Jahr |
| ------------------------------------------------- | -------------------------- | ---------------------------------- | ---- |
| Game of Love                                      | Ike Turner                 | Stoney & Meatloaf                  | 1971 |
| Getting Away with Murder                          | Terry Britten, Sue Shifrin | Blind Before I Stop                | 1986 |
| Godz                                              | Jim Steinman               | Braver Than We Are                 | 2016 |
| Going All the Way (A Song in 6 Movements)         | Jim Steinman, Don Black    | Braver Than We Are                 | 2016 |
| Good Girls Go to Heaven (Bad Girls Go Everywhere) | Jim Steinman               | Bat Out of Hell II: Back into Hell | 1993 |

## H
| Titel                        | Autoren                           | Album                                | Jahr |
| ---------------------------- | --------------------------------- | ------------------------------------ | ---- |
| Hearts On Fire               | Lea Maalfrid                      | Vom Soundtrack des Films Car Trouble | 1986 |
| Heaven Can Wait              | Jim Steinman                      | Bat Out of Hell                      | 1977 |
| Home by Now/No Matter What   | Andrew Lloyd Webber, Jim Steinman | The Very Best of Meat Loaf           | 1998 |
| Hot Patootie – Bless My Soul | Richard O’Brien                   | The Rocky Horror Picture Show        | 1975 |

## I
| Titel                                                   | Autoren                                   | Album                                     | Jahr |
| ------------------------------------------------------- | ----------------------------------------- | ----------------------------------------- | ---- |
| I’d Do Anything for Love (But I Won’t Do That)          | Jim Steinman                              | Bat Out of Hell II: Back into Hell        | 1993 |
| I’d Lie for You (And That’s the Truth)                  | Diane Warren                              | Welcome to the Neighbourhood              | 1995 |
| (I'd Love to Be) As Heavy As Jesus                      | Patti Jerome, Ralph Terrana, Mike Valvano | Stoney & Meatloaf                         | 1971 |
| I’ll Kill You if You Don’t Come Back                    | Jim Steinman                              | Dead Ringer                               | 1981 |
| I’m Gonna Love Her for Both of Us                       | Jim Steinman                              | Dead Ringer                               | 1981 |
| If God Could Talk                                       | Desmond Child, Marti Frederiksen          | Bat Out of Hell III: The Monster Is Loose | 2006 |
| If I Can’t Have You                                     | Kara DioGuardi, Paul Freeman, Raine Maida | Hang Cool Teddy Bear                      | 2010 |
| If It Ain't Broke, Break It                             | Jim Steinman                              | Bat Out of Hell III: The Monster Is Loose | 2006 |
| If It Rains                                             | Jaren Johnston, Neil Mason                | Hang Cool Teddy Bear                      | 2010 |
| If This Is the Last Kiss (Let’s Make It Last All Night) | Diane Warren                              | Welcome to the Neighbourhood              | 1995 |
| If You Really Want To                                   | George Meyer, Ted Neeley                  | Midnight at the Lost and Found            | 1983 |
| In the Land of the Pig, the Butcher Is King             | Jim Steinman                              | Bat Out of Hell III: The Monster Is Loose | 2006 |
| Intermezzo                                              | Peter Mokran                              | Couldn’t Have Said It Better              | 2003 |
| Is Nothing Sacred                                       | Jim Steinman, Don Black                   | The Very Best of Meat Loaf                | 1998 |
| It Just Won’t Quit                                      | Jim Steinman                              | Bat Out of Hell II: Back Into Hell        | 1993 |
| It Takes All Kinds of People                            | Patti Jerome, Mike Valvano                | Stoney & Meatloaf                         | 1971 |
| It’s All Coming Back To Me Now                          | Jim Steinman                              | Bat Out of Hell III: The Monster Is Loose | 2006 |

## J
| Titel           | Autoren                    | Album             | Jahr |
| --------------- | -------------------------- | ----------------- | ---- |
| Jessica White   | Mike Campbell, Ray Monette | Stoney & Meatloaf | 1971 |
| Jimmy Bell      | Cat Iron                   | Stoney & Meatloaf | 1971 |
| Jumpin’ the Gun | Sarah Durkee, Paul Jacobs  | Bad Attitude      | 1984 |

## K
| Titel         | Autoren                               | Album                          | Jahr |
| ------------- | ------------------------------------- | ------------------------------ | ---- |
| Keep Driving  | Paul Christie, Paul Jacobs, Meat Loaf | Midnight at the Lost and Found | 1983 |
| Kiss Me Again | Mike Campbell, Ray Monette            | Stoney & Meatloaf              | 1971 |

## L
| Titel                                                  | Autoren                                                 | Album                                         | Jahr |
| ------------------------------------------------------ | ------------------------------------------------------- | --------------------------------------------- | ---- |
| Lady Be Mine                                           | Mike Campbell, Ray Monette                              | Stoney & Meatloaf                             | 1971 |
| Lawyers, Guns and Money                                | Warren Zevon                                            | B-Seite der Single Did I Say That?            | 2003 |
| Left in the Dark                                       | Jim Steinman                                            | Welcome to the Neighbourhood                  | 1995 |
| Let it Be                                              | John Lennon, Paul McCartney                             | B-Seite der Single Not a Dry Eye in the House | 1995 |
| Let’s Be in Love                                       | Gregory Becker, John Paul White, Mathius Wollo          | Hang Cool Teddy Bear                          | 2010 |
| Life Is a Lemon and I Want My Money Back               | Jim Steinman                                            | Bat Out of Hell II: Back into Hell            | 1993 |
| Like a Rose                                            | Kevin Kadish, Jake Scherer                              | Hang Cool Teddy Bear                          | 2010 |
| Live or Die                                            | Gregory Becker, Tommy Henriksen, John Paul White        | Hell in a Handbasket                          | 2011 |
| Living on the Outside                                  | Rick Brantley                                           | Hang Cool Teddy Bear                          | 2010 |
| Los Angeloser                                          | James Michael                                           | Hang Cool Teddy Bear                          | 2010 |
| Lost Boys and Golden Girls                             | Jim Steinman                                            | Bat Out of Hell II: Back into Hell            | 1993 |
| Lost Love                                              | Steve Buslowe, Meat Loaf                                | B-Seite der Single If You Really Want To      | 1983 |
| Love Is Not Real                                       | Rob Cavallo, Justin Hawkins, Meat Loaf, Eric Sean Nally | Hang Cool Teddy Bear                          | 2010 |
| Love You Out Loud                                      | James Michael, Nikki Sixx                               | Couldn’t Have Said It Better                  | 2003 |
| Loving You Is a Dirty Job (But Somebody's Gotta Do It) | Jim Steinman                                            | Braver Than We Are                            | 2016 |

## M
| Titel                                                         | Autoren                                               | Album                                     | Jahr |
| ------------------------------------------------------------- | ----------------------------------------------------- | ----------------------------------------- | ---- |
| Mad Mad World/The Good God Is a Woman and She Don’t Like Ugly | Tom Cochrane, Paul Crook, Carlton Ridenhour           | Hell in a Handbasket                      | 2011 |
| Man and a Woman                                               | John Harris, Jerry Riopelle                           | Blind Before I Stop                       | 1986 |
| Man of Steel                                                  | James Michael, Nikki Sixx                             | Couldn’t Have Said It Better              | 2003 |
| Martha                                                        | Tom Waits                                             | Welcome to the Neighbourhood              | 1995 |
| Masculine                                                     | Rick Derringer, Jake Hooker, Bernard Kenny            | Blind Before I Stop                       | 1986 |
| Mercury Blues                                                 | KC Douglas, Robert L Geddins                          | Couldn’t Have Said It Better              | 2003 |
| Midnight at the Lost and Found                                | Steve Buslowe, Paul Christie, Meat Loaf, Dan Peyronel | Midnight at the Lost and Found            | 1983 |
| Modern Girl                                                   | Sarah Durkee, Paul Jacobs                             | Bad Attitude                              | 1984 |
| Monstro                                                       | Elena Casals, Desmond Child, Holly Knight             | Bat Out of Hell III: The Monster Is Loose | 2006 |
| More                                                          | Jim Steinman, Andrew Eldritch                         | Braver Than We Are                        | 2016 |
| More than You Deserve                                         | Jim Steinman                                          | Dead Ringer                               | 1981 |

## N
| Titel                      | Autoren      | Album                        | Jahr |
| -------------------------- | ------------ | ---------------------------- | ---- |
| Nocturnal Pleasure         | Jim Steinman | Dead Ringer                  | 1981 |
| Not a Dry Eye in the House | Diane Warren | Welcome to the Neighbourhood | 1995 |
| Nowhere Fast               | Jim Steinman | Bad Attitude                 | 1984 |

## O
| Titel                                                           | Autoren                               | Album                                                     | Jahr |
| --------------------------------------------------------------- | ------------------------------------- | --------------------------------------------------------- | ---- |
| Objects in the Rear View Mirror May Appear Closer Than They Are | Jim Steinman                          | Bat Out of Hell II: Back into Hell                        | 1993 |
| Oh, What a Beautiful Mornin’                                    | Richard Rodgers, Oscar Hammerstein II | B-Seite der Single I’d Lie for You (And That’s the Truth) | 1995 |
| One More Kiss (Night of the Soft Parade)                        | John Golden, Meat Loaf                | Blind Before I Stop                                       | 1986 |
| Only When I Feel                                                | Jim Steinman                          | Braver Than We Are                                        | 2016 |
| Original Sin                                                    | Jim Steinman                          | Welcome to the Neighbourhood                              | 1995 |
| Our Love and Our Souls                                          | Sean McConnell                        | Hell in a Handbasket                                      | 2011 |
| Out Of The Frying Pan (And Into The Fire)                       | Jim Steinman                          | Bat Out of Hell II: Back Into Hell                        | 1993 |

## P
| Titel                           | Autoren                                      | Album                                                                   | Jahr |
| ------------------------------- | -------------------------------------------- | ----------------------------------------------------------------------- | ---- |
| Paradise by the Dashboard Light | Jim Steinman                                 | Bat Out of Hell                                                         | 1977 |
| Party of One                    | Dave Kushner, Franky Perez                   | Hell in a Handbasket                                                    | 2011 |
| Peace on Earth                  | Rick Brantley                                | Hang Cool Teddy Bear                                                    | 2010 |
| Peel Out                        | Jim Steinman                                 | Dead Ringer                                                             | 1981 |
| Piece of the Action             | Sarah Durkee, Paul Jacobs                    | Bad Attitude                                                            | 1984 |
| Presence of the Lord            | Eric Clapton                                 | B-Seite der offiziell nie veröffentlichten Single More Than You Deserve | 1971 |
| Priscilla                       | Sarah Durkee, Paul Jacobs                    | Midnight at the Lost and Found                                          | 1983 |
| Prize Fight Lover               | Rick Brantley, Dave Bassett, Tommy Henriksen | Bonus-Track zu Hang Cool Teddy Bear                                     | 2010 |

## R
| Titel                                    | Autoren                                                         | Album                                      | Jahr |
| ---------------------------------------- | --------------------------------------------------------------- | ------------------------------------------ | ---- |
| R.P.M (Revolutions Per Minute)           | John Golden, Meat Loaf                                          | B-Seite der Single Rock & Roll Mercenaries | 1986 |
| Razor’s Edge                             | Steve Buslowe, Paul Christie, Mark Doyle, Meat Loaf             | Midnight at the Lost and Found             | 1983 |
| Read ’Em and Weep                        | Jim Steinman                                                    | Dead Ringer                                | 1981 |
| Rock and Roll Dreams Come Through        | Jim Steinman                                                    | Bat Out of Hell II: Back into Hell         | 1993 |
| Rock ’n’ Roll Hero                       | John Wilcox                                                     | Blind Before I Stop                        | 1986 |
| Rock ’n’ Roll Mercenaries                | Michael Dan Ehmig, Alan Hodge                                   | Blind Before I Stop                        | 1986 |
| Runnin’ For the Red Light (I Gotta Life) | Harry Vanda, George Young, Patti Russo, Meat Loaf, Sarah Durkee | Welcome to the Neighbourhood               | 1995 |
| Running Away from Me                     | Jon Foreman                                                     | Hang Cool Teddy Bear                       | 2010 |

## S
| Titel                      | Autoren                                   | Album                                     | Jahr |
| -------------------------- | ----------------------------------------- | ----------------------------------------- | ---- |
| Sailor to a Siren          | Sarah Durkee, Paul Jacobs                 | Bad Attitude                              | 1984 |
| Seize the Night            | Jim Steinman                              | Bat Out of Hell III: The Monster Is Loose | 2006 |
| She Waits by the Window    | Mike Campbell/Ray Monette                 | Stoney & Meatloaf                         | 1971 |
| Skull of Your Country      | Jim Steinman                              | Braver Than We Are                        | 2016 |
| Song of Madness            | Rick Brantley, Meat Loaf, Jamie Muhoberac | Hang Cool Teddy Bear                      | 2010 |
| Souvenirs                  | Jim Steinman                              | Braver Than We Are                        | 2016 |
| Speaking in Tongues        | Jim Steinman                              | Braver Than We Are                        | 2016 |
| Special Girl               | Eddie Schwartz, Dave Tyson                | Blind Before I Stop                       | 1986 |
| Stand by Me                | Ben E. King                               | B-Seite der Single Nowhere Fast           | 1984 |
| Stand in the Storm         | Barry Dean, Jonathan Smith, Troy Verges   | Hell in a Handbasket                      | 2011 |
| Standing on the Outside    | Steve George, John Lang, Richard Page     | Blind Before I Stop                       | 1986 |
| Stone Heart                | Mike Campbell, Ray Monette                | Stoney & Meatloaf                         | 1971 |
| Sunshine (Where’s Heaven?) | Ralph Terrana, Mike Valvano               | Stoney & Meatloaf                         | 1971 |
| Surfs Up                   | Jim Steinman                              | Bad Attitude                              | 1984 |

## T
| Titel                               | Autoren                           | Album                                           | Jahr |
| ----------------------------------- | --------------------------------- | ----------------------------------------------- | ---- |
| Take a Number                       | Sarah Durkee, Paul Jacobs         | B-Seite der Single Modern Girl                  | 1984 |
| Tear Me Down                        | Stephen Trask                     | Couldn’t Have Said It Better                    | 2003 |
| Testify                             | Kevin Griffin                     | Couldn’t Have Said It Better                    | 2003 |
| The Future Ain’t What It Used to Be | Jim Steinman                      | Bat Out of Hell III: The Monster Is Loose       | 2006 |
| The Giving Tree                     | Evan Watson                       | Hell in a Handbasket                            | 2011 |
| The Monster Is Loose                | John 5, Desmond Child, Nikki Sixx | Bat Out of Hell III: The Monster Is Loose       | 2006 |
| The Promised Land                   | Chuck Berry                       | Midnight at the Lost and Found                  | 1983 |
| The Way You Do The Things You Do    | Smokey Robinson, Bobby Rogers     | B-Seite der Single It Takes All Kinds of People | 1971 |
| Train of Love                       | Jim Steinman                      | Braver Than We Are                              | 2016 |
| Two Out Of Three Ain’t Bad          | Jim Steinman                      | Bat Out of Hell                                 | 1977 |

## U
| Titel  | Autoren      | Album                                           | Jahr |
| ------ | ------------ | ----------------------------------------------- | ---- |
| Unsaid | Diane Warren | B-Seite der Single Couldn’t Have Said It Better | 2003 |

## W
| Titel                            | Autoren                                                    | Album                                             | Jahr |
| -------------------------------- | ---------------------------------------------------------- | ------------------------------------------------- | ---- |
| Wasted Youth                     | Jim Steinman                                               | Bat Out of Hell II: Back Into Hell                | 1993 |
| What About Love                  | Desmond Child, Marti Frederiksen, John Gregory, Russ Irwin | Bat Out of Hell III: The Monster Is Loose         | 2006 |
| What You See Is What You Get     | Patti Jerome, Mike Valvano                                 | Stoney & Meatloaf                                 | 1971 |
| Where Angles Sing                | Stephen Allen Davis                                        | Welcome to the Neighbourhood                      | 1995 |
| Where the Rubber Meets the Road  | Sarah Durkee, Paul Jacobs                                  | Welcome to the Neighbourhood                      | 1995 |
| Who Is The Leader of the People? | Dino Fekaris, Nick Zesses                                  | Stoney & Meatloaf                                 | 1971 |
| Who Needs the Young              | Jim Steinman                                               | Braver Than We Are                                | 2016 |
| Whore                            | Marcus Blake Junca, Jason Mackenroth, Jim Wilson           | B-Seite der Single It’s All Coming Back To Me Now | 2006 |
| Why Isn’t That Enough?           | Jo Davidson                                                | Couldn’t Have Said It Better                      | 2003 |
| Wolf at Your Door                | Leslie Aday, Steve Buslowe                                 | Midnight at the Lost and Found                    | 1983 |

## Y
| Titel                                                       | Autoren                  | Album                          | Jahr |
| ----------------------------------------------------------- | ------------------------ | ------------------------------ | ---- |
| You Never Can Be Too Sure About the Girl                    | Steve Buslowe, Meat Loaf | Midnight at the Lost and Found | 1983 |
| You’re Right, I Was Wrong                                   | Diane Warren             | Couldn’t Have Said It Better   | 2003 |
| You Took The Words Right Out Of My Mouth (Hot Summer Night) | Jim Steinman             | Bat Out of Hell                | 1977 |

## #
| Titel                 | Autoren                    | Album                        | Jahr |
| --------------------- | -------------------------- | ---------------------------- | ---- |
| 40 Days               | Bill Luther, Justin Weaver | Hell in a Handbasket         | 2011 |
| 45 Seconds of Ecstasy | Martha Minter Bailey       | Welcome to the Neighbourhood | 1995 |